# Crouton
Crouton(Chromium OS Universal Chroot Environment)은 우분투, 데비안, 칼리 리눅스 시스템들이 크롬 OS 시스템에 병렬로 구동될 수 있도록 하는 스크립트들의 모임이다. Crouton은 특정 사용자가 동시에 여러 데스크톱 환경을 수행하기 위해 멀티 부팅 대신 chroot을 사용함으로써 동작한다: 크롬 OS와 사용자 선택에 따른 다른 환경.